# Bifurkacja (geografia)
Bifurkacja – w szerszym znaczeniu: rozwidlenie się (rozdzielenie) na dwa lub więcej ramion rzeki, pasma górskiego, prądu morskiego, struktury geologicznej itp.

## Bifurkacja w hydrologii

### Bifurkacja punktowa
Bifurkacja punktowa to rozwidlenie się cieku na dwa lub więcej ramion, które następnie płyną do dwóch różnych dorzeczy oraz w przypadku odpływu wód z obszaru źródłowego w różnych kierunkach. To stosunkowo rzadko spotykane zjawisko występuje na rzekach o łagodnym nurcie, płynących przez tereny równinne, zabagnione. Decydującą rolę odgrywają tu: stan wody, czynniki meteorologiczne (siła i kierunek wiatru, opady) i hydrologiczne (nagłe wezbrania, topnienie śniegu) itp. Często bifurkacja jest wynikiem kaptażu.
Znanym przykładem bifurkacji jest bifurkacja rzeki Casiquiare w Ameryce Południowej. Wskutek erozji wstecznej rzeki Rio Negro, część wód Casiquiare odpływa do Rio Negro i Amazonki, a część do Orinoko. W Polsce zjawisko to występuje m.in. na Obrze, dopływie Warty, ma jednak charakter sztuczny – przez kanał część wody płynie do Obrzycy (dopływ Odry).
Kolejnym przykładem jest fragment dorzecza Stobrawy, które zajmuje wschodnią część Stobrawskiego Parku Krajobrazowego. Równolegle do siebie ze wschodu na zachód płyną cztery dość duże rzeki: Stobrawa, jej dopływy Bogacica, Czarna Woda i Budkowiczanka. Słabe zróżnicowanie rzeźby terenu sprawia, że sieć cieków jest tu bardzo gęsta, a na licznych odcinkach zachodzi między nimi bifurkacja.
Często przytaczanym, lecz błędnym przykładem jest skrzyżowanie Wełny z Nielbą w Wągrowcu, natomiast mało znanym jest przypadek rzek Małej Bystrzycy i Wilgi, gdzie bifurkacja zachodzi niedaleko źródła rzek.

### Bifurkacja powierzchniowa
Bifurkacja powierzchniowa to wypływ cieków, które odprowadzają wody z jeziora lub bagna do różnych zlewni. W przypadku niektórych jezior występuje, gdy ich zlewnia leży w pobliżu działu wodnego. Zjawisko to może występować okresowo w zależności od poziomu wód jeziora.
Przykładem zbiornika bifurkującego jest Jezioro Wollaston w Kanadzie, którego wody odpływają jednocześnie do dorzecza Mackenzie poprzez rzekę Athabaska oraz do Zatoki Hudsona przez rzekę Churchill.

### Pseudobifurkacja
W przypadku bifurkacji rzeki, odcina się czasem to ramię, w którym przepływ jest mniejszy i zaznacza się bramę (brama bifurkacyjna) w dziale wodnym. Wskazuje ona miejsce, od którego woda w korycie odpływa w różnych kierunkach. Taki układ nazywa się pseudobifurkacją; występuje on najczęściej na obszarach o gęstej sieci kanałów lub rowów melioracyjnych. Przykładem jest rzeka Randow.